# Villa Nova Atlético Clube
Il Villa Nova Atlético Clube, noto anche semplicemente come Villa Nova, è una società calcistica brasiliana con sede nella città di Nova Lima, nello stato del Minas Gerais.

## Storia
Il club è stato fondato il 28 giugno 1908 nella città di Nova Lima da parte di alcuni operai e minatori inglesi della Mineração Morro Velho S.A.
Nel 1971, il Villa Nova ha vinto la prima edizione del Campeonato Brasileiro Série B, dopo aver sconfitto il Remo in finale.

## Palmarès

### Competizioni nazionali
- Campeonato Brasileiro Série B: 1

1971

### Competizioni statali
- Campionato Mineiro: 5

1932, 1933, 1934, 1935, 1951
- Campeonato Mineiro Módulo II: 2

1995, 2021
- Taça Minas Gerais: 2

1977, 2006

### Altri piazzamenti
- Campionato Mineiro:

Secondo posto: 1937, 1945, 1946, 1947, 1953, 1997
Semifinalista: 2013
- Troféu Inconfidência:

Finalista: 2023
Semifinalista: 2022